# Murlo
Murlo ist eine Gemeinde mit 2479 Einwohnern (Stand 31. Dezember 2024) in der italienischen Provinz Siena in der Toskana.

## Geografie

Lage von Murlo in der Provinz Siena

Der Ort erstreckt sich über 115 km². Er liegt etwa 20 km südöstlich der Provinzhauptstadt Siena und ca. 70 km südöstlich der Regionalhauptstadt Florenz. Der Ort liegt in der klimatischen Einordnung italienischer Gemeinden in der Zone D, 1 846 GG. Im südöstlichen Gemeindegebiet ist der Ombrone (3 km im Gemeindegebiet) Grenzfluss zu Montalcino, im südwestlichen Teil bildet der Merse (7 km im Gemeindegebiet) die Grenze zu Monticiano und Civitella Paganico. Unweit der Orte Crevole, Murlo, Miniera und Vescovado fließt der Torrente Crevole, der 16 seiner insgesamt 16 km im Gemeindegebiet von Murlo verbringt und dann dem Ombrone von rechts zufließt. Murlo liegt im Erzbistum Siena-Colle di Val d’Elsa-Montalcino.
Zu den Ortsteilen zählen Bagnaia (246 m, ca. 15 Einwohner), La Befa (151 m, ca. 25 Einwohner), Casanova (440 m, ca. 50 Einwohner), Casciano (auch Casciano di Murlo genannt, zweiter Hauptort, 452 m, ca. 680 Einwohner), Fontazzi (310 m, ca. 40 Einwohner), Lupompesi (291 m, ca. 60 Einwohner), Miniera di Murlo (198 m, ca. 30 Einwohner), Montepescini (256 m, ca. 30 Einwohner), Murlo (auch Castello di Murlo,  Borgo di Murlo und Murlo di Vescovado genannt, namensgebender Ort, 317 m, ca. 30 Einwohner), Poggiobrucoli (404 m, ca. 404 Einwohner), Poggiolodoli (400 m, ca. 30 Einwohner) und Vescovado (auch Vescovado di Murlo genannt, erster Hauptort, 294 m, ca. 680 Einwohner).
Die Nachbargemeinden sind Buonconvento, Civitella Paganico (GR), Montalcino, Monteroni d’Arbia, Monticiano und Sovicille.

## Geschichte
Murlo liegt im Stammland der Etrusker.
Erstmals erwähnt wurde die Burg Murlo 1055, als Heinrich III. dem Bistum Siena Grundstücke vermachte, darunter Crevole, Lupompesi und Murlo. 1777 bildete sich durch die Gebietsreform vom Großherzog der Toskana, Leopold II., die heutige Gemeinde heraus, die mit ihrem Podestà noch Montalcino unterstand. In der Franzosenzeit unterstand der Ort von 1808 bis 1814 dem Dipartimento dell’Ombrone. Ab 1830 spielte der Bergbau eine Rolle, es entstand südlich des Castello Murlo der Ortsteil Miniere di Murlo. Das unweit des Torrente Crevole Bergwerk lieferte Braunkohle und wurde durch eine Turiner Firma geführt. 1876 übernahm die Pariser Gesellschaft Compagnia francese della Miniera di Pienza die Minen und verlegte die Werksbahnen bei Miniera di Murlo, schloss die Minen aber 1894. Von 1917 bis 1949 waren die Minen nochmal aktiv. 1866 entstand die heutige Gemeinde Murlo.

## Sehenswürdigkeiten

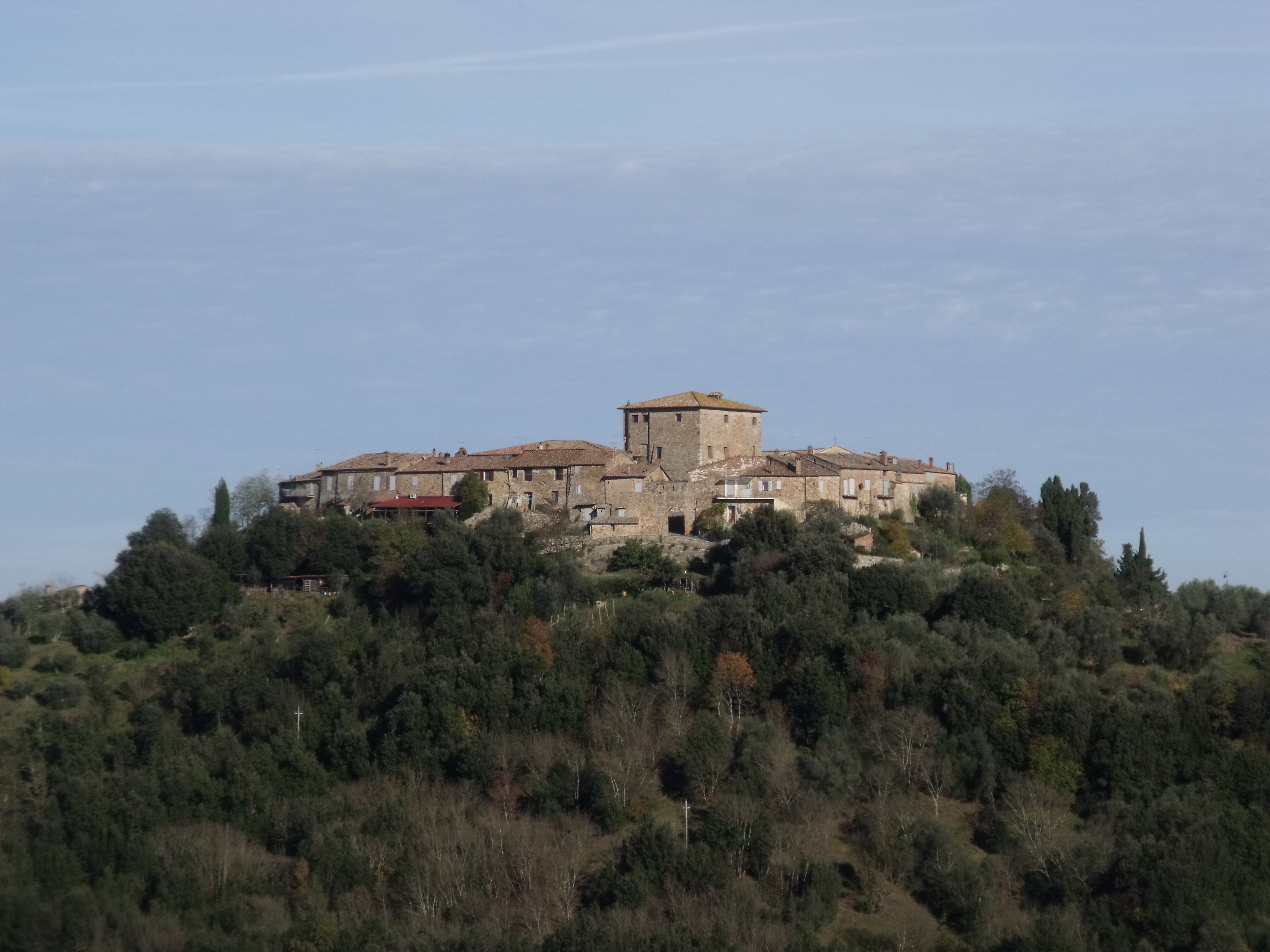
Panorama des Castello di Murlo

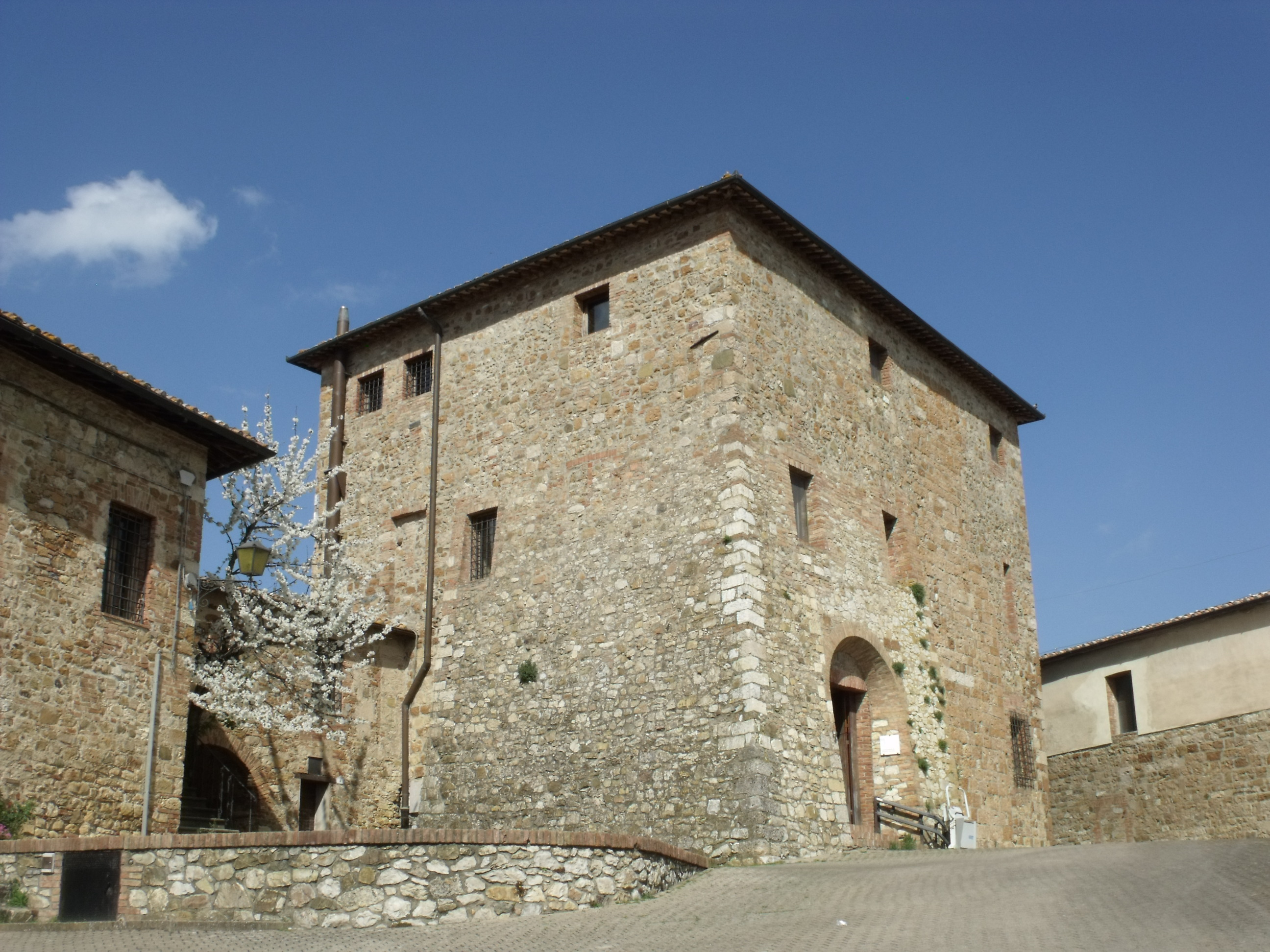
Das Antiquarium di Poggio Civitate Museo Archeologico im Castello Murlo

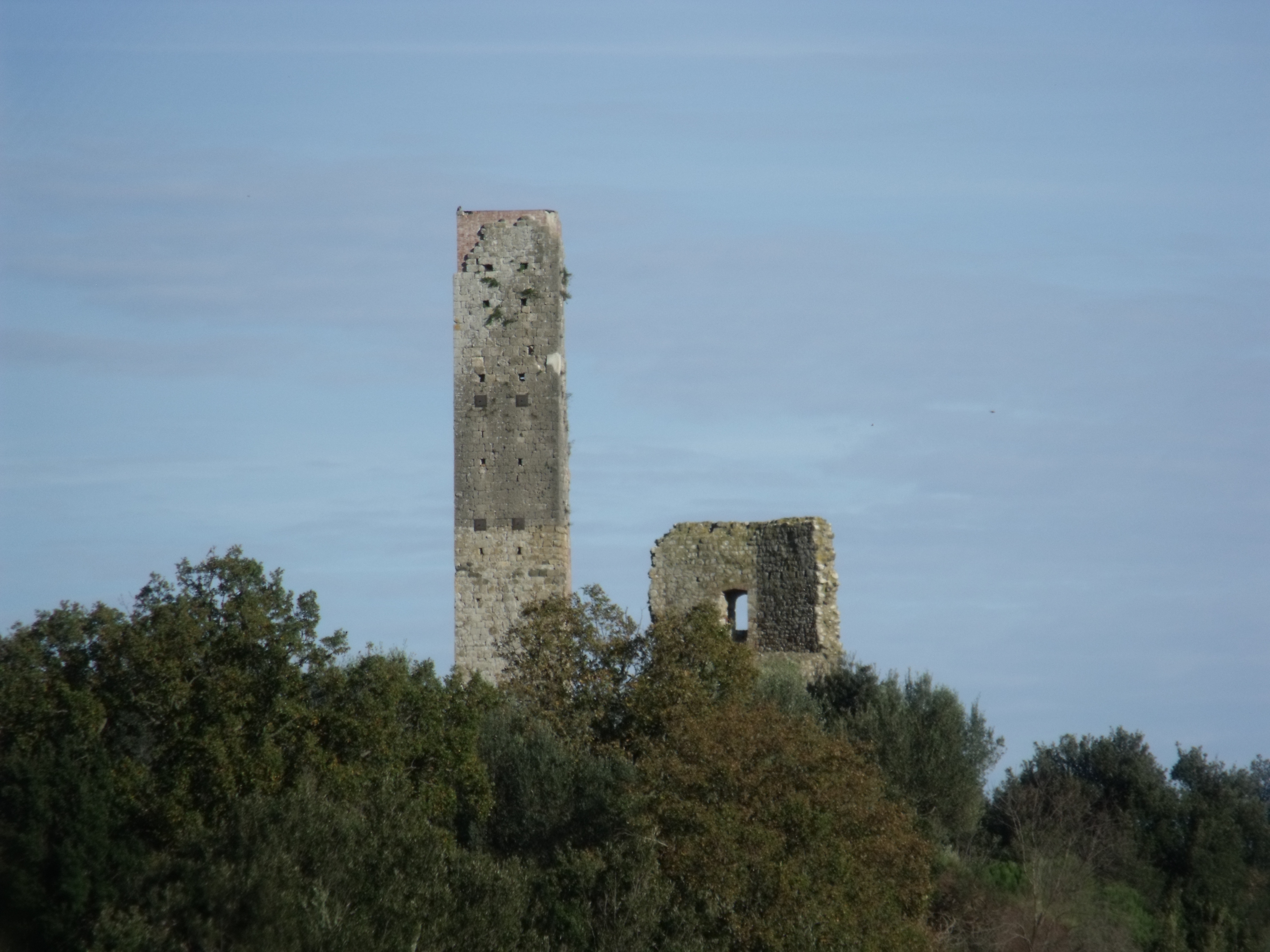
Das Castello di Crevole

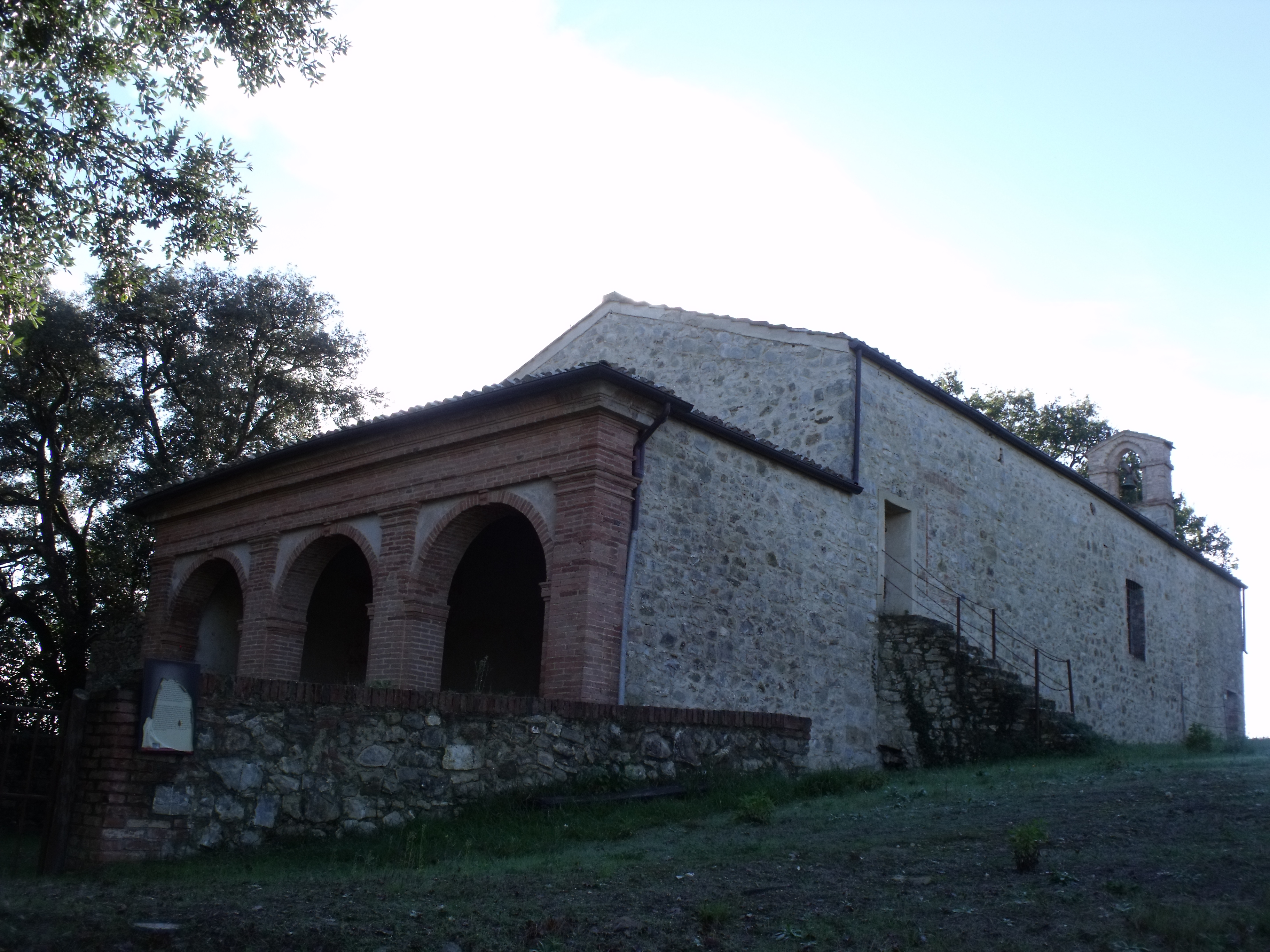
Die Pieve a Carli

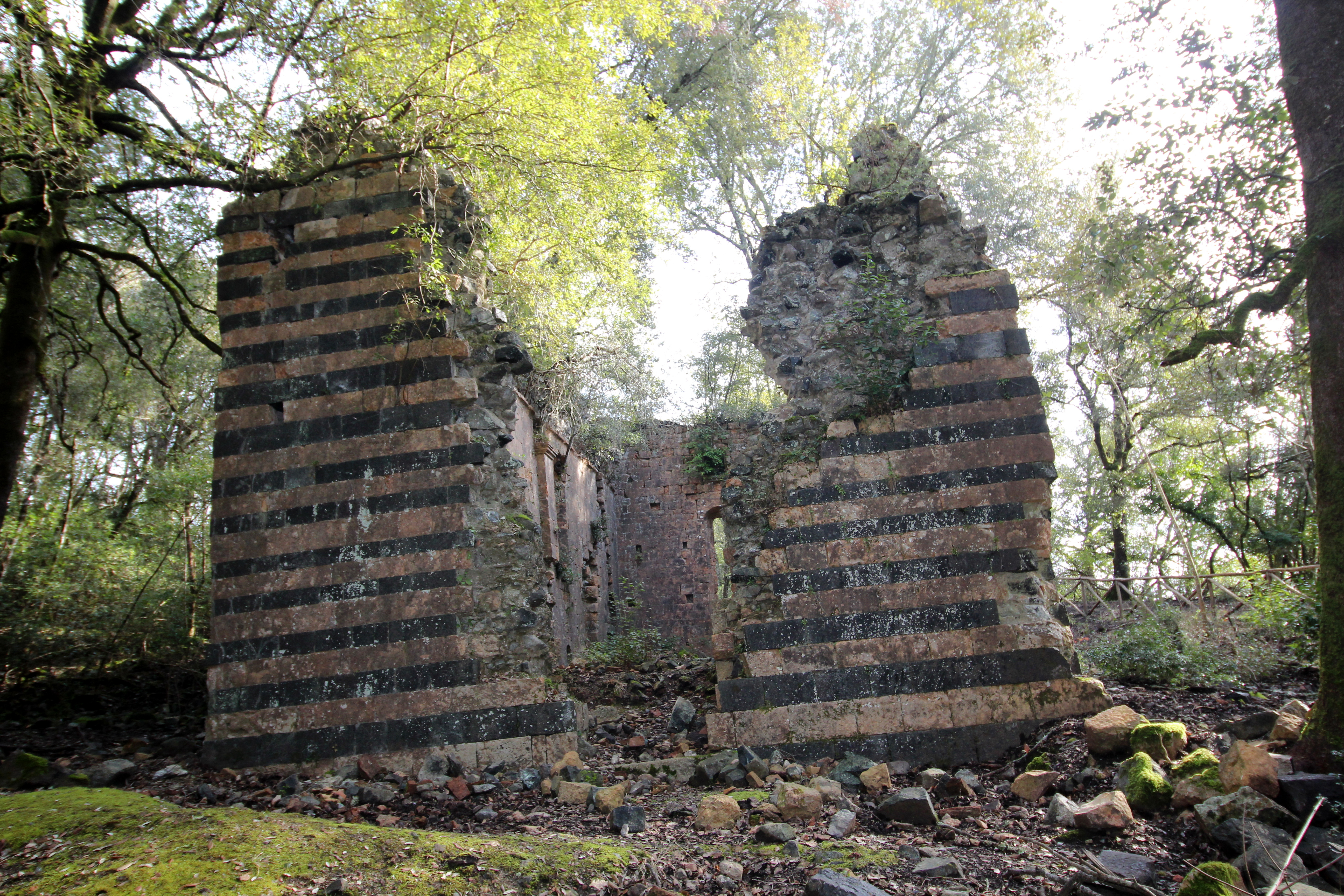
Die Kirchenruine Santa Maria di Montespecchio

- Archäologische Grabungsstätte Poggio Civitate (und Piano del Tesoro), liegt ca. 1 km südöstlich des Castello Murlo. Wurde 1926 von Ranuccio Bianchi Bandinelli entdeckt.[9]
- Antiquarium di Poggio Civitate Museo Archeologico, 1988[10] entstandenes Archäologisches Museum im Palazzo Vescovile (Palazzone[10] genannt) im Castello Murlo.[11]
- Pieve di Santa Maria a Carli, ca. 1 km nördlich der Miniera gelegene ehemalige Pieve, war bis ins 15. Jahrhundert Parochialkirche. Wurde erstmals 1189 durch Papst Clemens III. erwähnt und wird auch Pieve Vecchia genannt.[12]
- Pieve di Santa Cecilia a Crevole, Kirche am Eingang innerhalb des Castello (Rocca) di Crevole. Wurde erstmals 1189 durch Papst Clemens III. erwähnt. Im selben Dokument findet auch die Burg Erwähnung. Ausgebaut wurde sie 1325 auf Initiative des Erzbischofs von Siena, Donosdeo dei Malavolti. Erlitt erhebliche Schäden im Konflikt zwischen Siena und Florenz, als Crevole im November 1554 eingenommen wurde.[13] Aus der Pieve stammt das Tafelgemälde Madonna di Crevole von Duccio di Buoninsegna, das um 1283/1284 entstand und sich heute im Museo dell’Opera della Metropolitana am Dom von Siena befindet.[14]
- Pieve dei Santi Giusto e Clemente, Pfarrkirche im Ortsteil Casciano. Wurde um 1275 erstmals erwähnt.[15]
- Pieve di San Michele Arcangelo a Montepertuso, erstmals 1214 dokumentierte Kirche. Wurde im Konflikt zwischen Siena und Florenz 1554 erheblich beschädigt und im 18. Jahrhundert vollständig restauriert. Von hier stammt das Triptychon des Benvenuto di Giovanni, das heute in der Chiesa di San Fortunato a Vescovado zu finden ist. 1970 wurde die Kirche wieder inaktiv, ab 1997 wurde sie durch die Comunità Mondo Nuovo wieder aktiv.[6]
- Chiesa di San Fortunato a Murlo, heutige Parochialkirche im Castello Murlo. Wurde erstmals im 11. Jahrhundert erwähnt und im Konflikt zwischen Siena und Florenz 1554 erheblich beschädigt. Auf Betreiben des Seneser Erzbischof Francesco Bandini Piccolomini (1529–1588) wurde die Kirche restauriert und erweitert. Enthält von Astolfo Petrazzi das Werk I Santi Biagio, Domenico, Caterina da Siena e Sebastiano in adorazione della Madonna col Bambino und von Dionisio Montorselli das Leinwandgemälde L’Assunta con San Biagio e un Santo Vescovo. Das Taufbecken stammt wahrscheinlich dem späten 17. Jahrhundert. Die Weihwasserbecken stammen aus dem 14. und dem 16. Jahrhundert.[6]
- Chiesa di San Fortunato a Vescovado, 1972 geweihte Kirche im Ortsteil Vescovado, die aus der 1909 entstandenen und 1966 bei einer Flut zerstörten Kirche hervorging. Enthält von Benvenuto di Giovanni das Triptychon Madonna in trono col Bambino, angeli musicanti e i Santi Caterina d’Alessandria, Michele Arcangelo, Biagio, Lucia, Cristo benedicente tra i Santi Ansano e Lorenzo. Das Werk entstand 1475 und stammt aus Montepertuso.[6]
- Chiesa dei Santi Vincenzo e Anastasio a Bagnaia, wurde bereits im 12. Jahrhundert als Filiale von Sant’Eugenio in Siena erwähnt und kam dann im 13. Jahrhundert zu der Pieve a Rosia. 1589 wurde sie der Pieve di Corsano (Pieve di San Giovanni Battista im heutigen Gemeindegebiet von Monteroni d’Arbia) zugeordnet.[6]
- Chiesa di San Giovanni Battista a Campriano, Kirche im Zentrum der Stadtbefestigung (Cassero). Der Ort Campriano selbst wurde erstmals 1081 als Besitz der Mönche von Sant’Eugenio in einem Dokument von Heinrich IV. erwähnt, seit 1151 wird der Ort als Burg bezeichnet. Vom Ende des 12. Jahrhunderts bis 1251 gehörte sie zu der seneser Familie Malavolti, dann verkauften sie an die Tolomei. In diesem Dokument findet auch erstmals die Kirche Erwähnung. Die Tolomei vermachten die Burg Campriano 1310 Santa Maria della Scala in Siena.[13]
- Chiesa di San Biagio a Filetta, erstmals 1275 erwähnte Kirche.[13]
- Chiesa di San Michele Arcangelo a Formignano, erstmals 1253 erwähnte Kirche.[13]
- Chiesa di Sant’Andrea a Frontignano, erstmals 1251 von Papst Innozenz IV. erwähnte Kirche.[13] Wurde am Anfang des 14. Jahrhunderts mehrmals zerstört und 1335 durch die Republik Siena restauriert. Eine weitere Restaurierung fand im 18. Jahrhundert durch die Seneser Familie der Zondadari statt. Aus der Kirche stammt das Gemälde Madonna col Bambino, Sant’Apollonia, San Bernardino e Angeli, das um 1460 entstand und sich heute im Museum von Buonconvento befindet.[6]
- Cappella di Santa Maria Assunta alla Befa, Kapelle, die im 17. Jahrhundert der Compania dei Celesti diente. Das genaue Entstehungsdatum ist unbekannt, enthielt aber ein Triptychon (Assunzione della Vergine con San Tommaso tra i Santi Stefano e Sigismondo), das einem Künstler der Schule von Siena des späten 15. Jahrhunderts zugeschrieben wird, sodass die Kirche in das gleiche Jahrhundert datiert wird.[6] Das Triptychon befindet sich heute im Museum von Buonconvento (Saal IV).[16]
- Capella della Madonna del Carmine a Lumpompesi, Kapelle im Ortsteil Lumpompesi, mindestens seit 1777 existent, wurde später in Privatwohnungen umgewandelt.[6]
- Chiesa dei Santi Pietro e Paolo a Montepescini, erstmals 1189 erwähnte Kirche, die im 17. Jahrhundert umgestaltet wurde. Auf den beiden Altären befinden sich Nachmalungen von Werken des Sodoma aus dem 16. Jahrhundert.[17]
- Cappella di Santa Maria a Piantasala (auch Cappella di Santa Maria Assunta in Piantasala genannt), Kapelle im Ortsteil Casciano, die um 1514 entstand. Enthält eine Fresko von Andrea di Niccolò aus dem Jahr 1514.[18]
- Chiesa di San Giusto (a Rocca Gonfienti). Entstand im 15. Jahrhundert als Kirche der Grancia des Hospitals Santa Maria della Scala in Siena.[15]
- Chiesa di San Donato a Vallerano, um 1055 entstandene Kirche und heutige Kirchenruine in Privatbesitz.[15]
- Chiesa di San Girolamo a Pompana, entstand 1602 auf Initiative von Girolamo Turlanti. enthielt von Ambrogio Lorenzetti das Tafelbild Madonna col Bambino, welches sich heute im Metropolitan Museum of Art in New York befindet.[6]
- Eremo di Montespecchio, auch Santa Maria di Montespecchio oder Conventaccio[19], ehemaliger Konvent und heutige Ruine. Der Konvent entstand um 1200 durch den Augustinerorden. Er wurde im 17. Jahrhundert verlassen.[6]
- Castel di Notte, erstmals am 15. Mai 1391 erwähnte Burg nördlich von Casciano.[13]
- Castello di Valresta, Burgruine nahe dem Merse. Wurde 1202 erstmals erwähnt, die letzte Erwähnung stammt aus dem Jahr 1405. Heute ist nur noch der Turm (9 × 7 m, ca. 10 m Höhe) übriggeblieben.[13]

## Verkehr
- Im Ortsteil La Befa, ca. 10 km südlich des Hauptortes gelegen, befindet sich der Bahnhof Murlo, der an die Bahnstrecke Siena–Grosseto angeschlossen ist.
- Die Strada Statale 223 di Paganico verläuft durch das westliche Gemeindegebiet.

## Gemeindepartnerschaften
Murlo pflegt eine Gemeindepartnerschaft mit:
- Giberville, Frankreich.[20]

## Auszeichnungen
- Murlo ist seit 2004 Träger der Bandiera Arancione.[21]